# Saint-Sauveur-des-Landes
Saint-Sauveur-des-Landes è un comune francese di 1 424 abitanti situato nel dipartimento dell'Ille-et-Vilaine nella regione della Bretagna. 
Il territorio comunale è bagnato dal fiume Minette.

## Società

### Evoluzione demografica
Abitanti censiti